# کیلنو (استان پومرانی)
کیلنو (به لهستانی:  Kielno) یک روستا در لهستان است که در گمینا شمود واقع شده‌است. کیلنو  ۱٬۰۲۵ نفر جمعیت دارد.